# École des Beaux-Arts d'Abidjan
Pour les articles homonymes, voir École des beaux-arts.
L’école des Beaux-Arts d'Abidjan, renommée École supérieure d’arts plastiques, d’architecture et de design (ESAPAD), est une école d'art ivoirienne fondée au début des années 1960, peu après l'indépendance de la Côte d'Ivoire.

## Histoire

### Création et débuts efficaces
Depuis l'indépendance de la Côte d'Ivoire en 1960, l'art contemporain ivoirien est d'inspiration occidentale, et plus particulièrement française. Comme pour les autres pays africains qui acquièrent leur indépendance aux tournants des années 1960 et 1970, les artistes locaux cherchent une identité propre, un art national, de nouveaux canons de beauté. 
L'école des Beaux-Arts d'Abidjan prend ainsi pour base l'atelier du Français Albert Botbol et de son épouse, et s'établit au sein de l'Institut National des Arts (devenu l'INSAAC en 1991). Botbol est envoyé par l'UNESCO comme animateur de projet et conseiller technique au cabinet du Ministre de l'Éducation nationale ivoirien. Le corps enseignant est d'abord composé du sculpteur Christian Lattier et du céramiste Yao Célestin (« Dogo Yao »), qui en devient le premier directeur,. Célestin et Lattier mènent une politique de recrutement et d'échanges institutionnels entre la Côte d'Ivoire et la France qui a un certain succès. L'Institut se distingue lors de plusieurs festivals, comme celui des Arts nègres de Dakar en 1966, qui voit Lattier récompensé du grand prix ; le Festival panafricain d'Alger de 1969, lors duquel Togognini, la pièce de théâtre de Bernard Dadié, est particulièrement apprécié pour son « contenu politique dénonçant les mœurs néocoloniales de l'Afrique ».
C'est dans cette institution que sera formée la majorité des artistes ivoiriens,. Elle bénéficie d'une très bonne image et les écoles de musique, de théâtre, de danse et des beaux-arts de l'Institut des Arts devient un modèle pour le continent.

### Crise économique et remise en question par les Vohou-vohou
En 1972, le premier choc pétrolier provoque une crise économique qui affecte la Côte d'Ivoire et donc le financement de l'école des Beaux-Arts d'Abidjan. Profitant des dysfonctionnements de l'école, un groupe d'artistes composé d'élèves de Serge Hélénon (qui a créé le groupe Négro Caraïbe) met en évidence les carences de l'enseignement académique et montre toute sa créativité en créant leurs propres supports et ingrédients en recyclant des objets, des végétaux, en peignant sur des écorces, etc. : c'est le collectif vohou-vohou qui est né,,.
Depuis, l'école a perdu de son influence et souffre des mêmes problèmes financiers que ses pays voisins. Les artistes ont peu de débouchés si ce n'est entrer dans l'éducation nationale, dans les administrations publiques ou tenter l'expérience d'une carrière à l'étranger.